# أومال
أومال. (بالفرنسية: Aumale)‏، هي بلدية في فرنسا تقع في قسم السان البحرية، في نورماندي.

## معرض صور

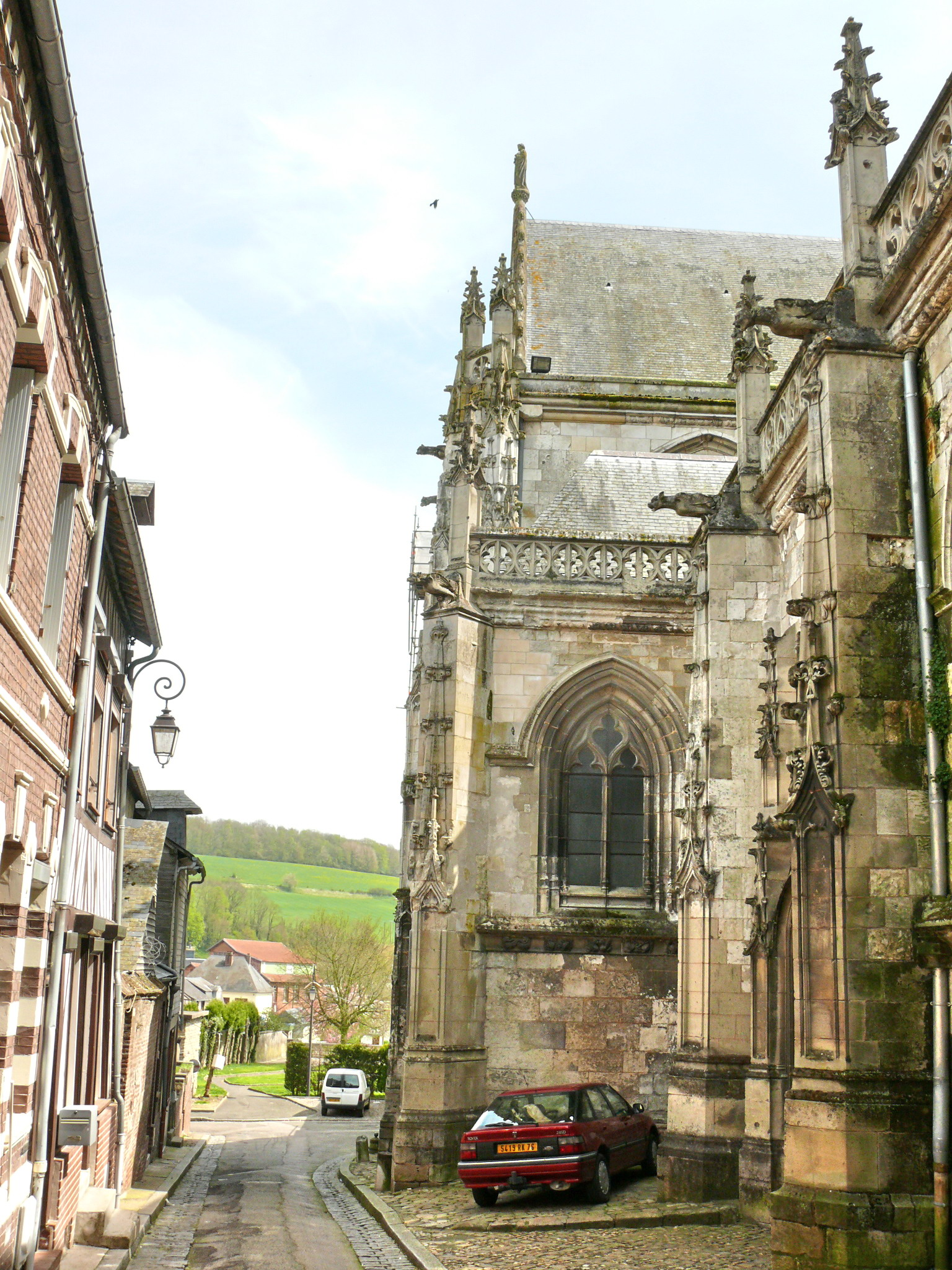
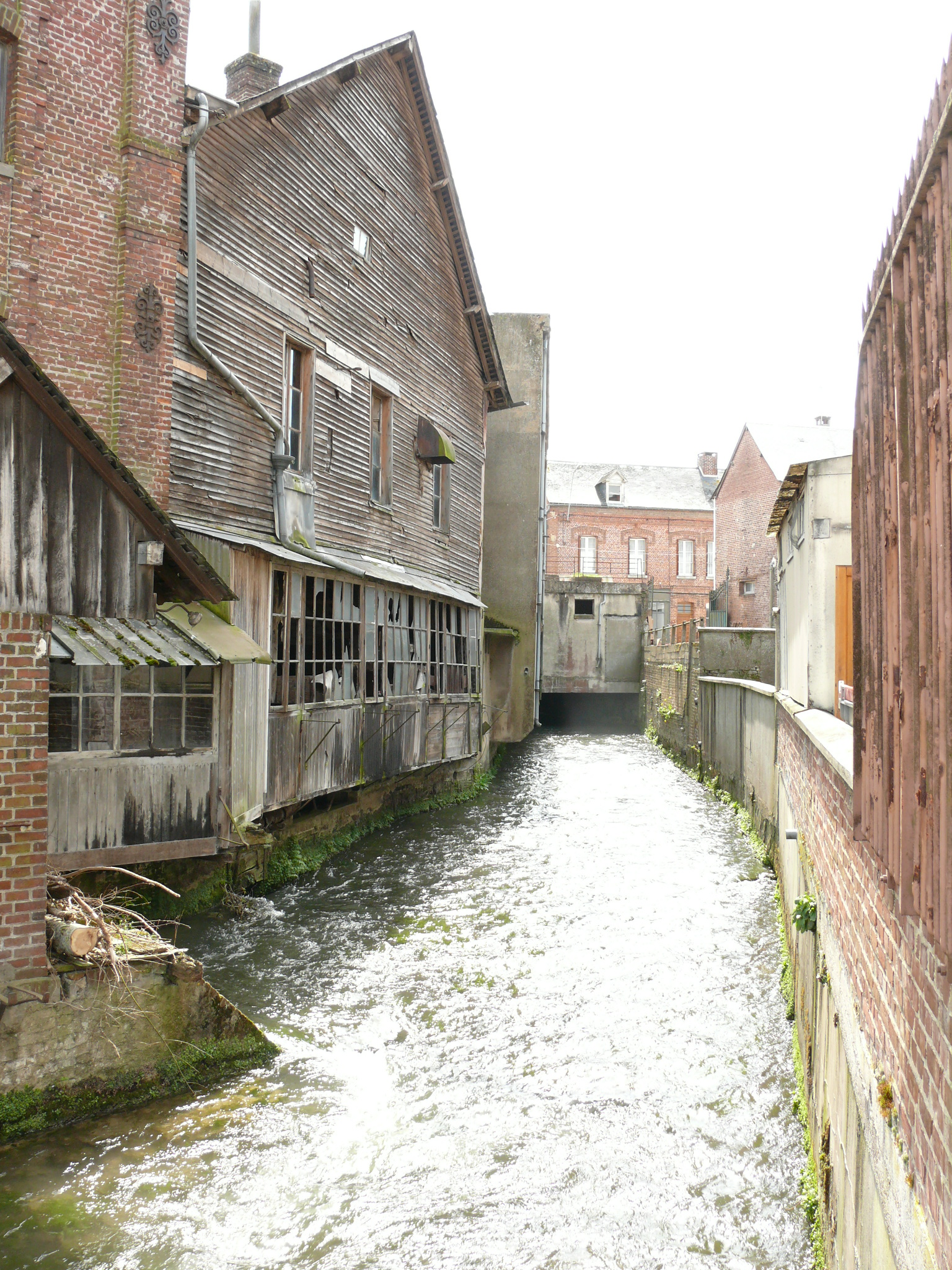
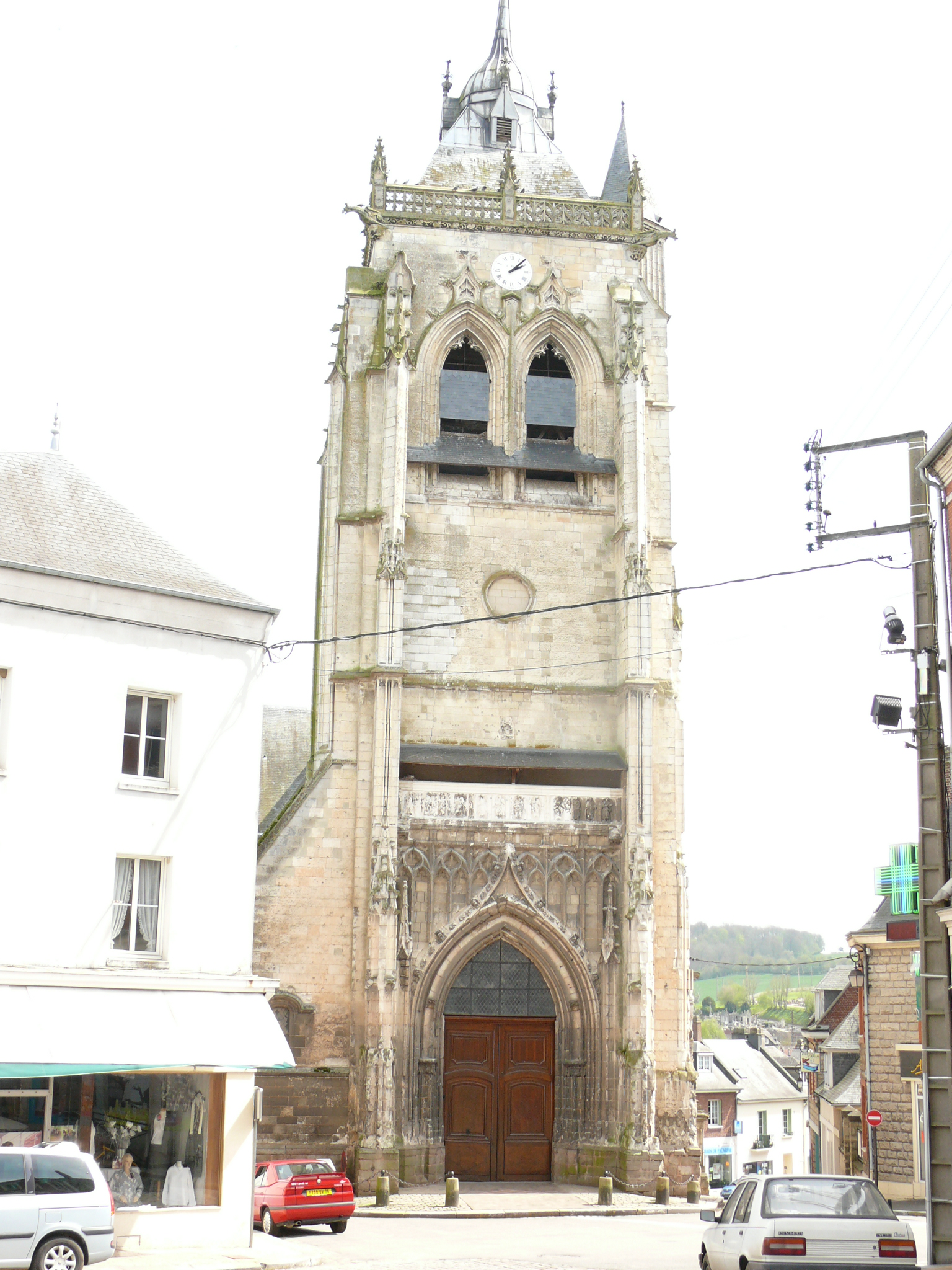
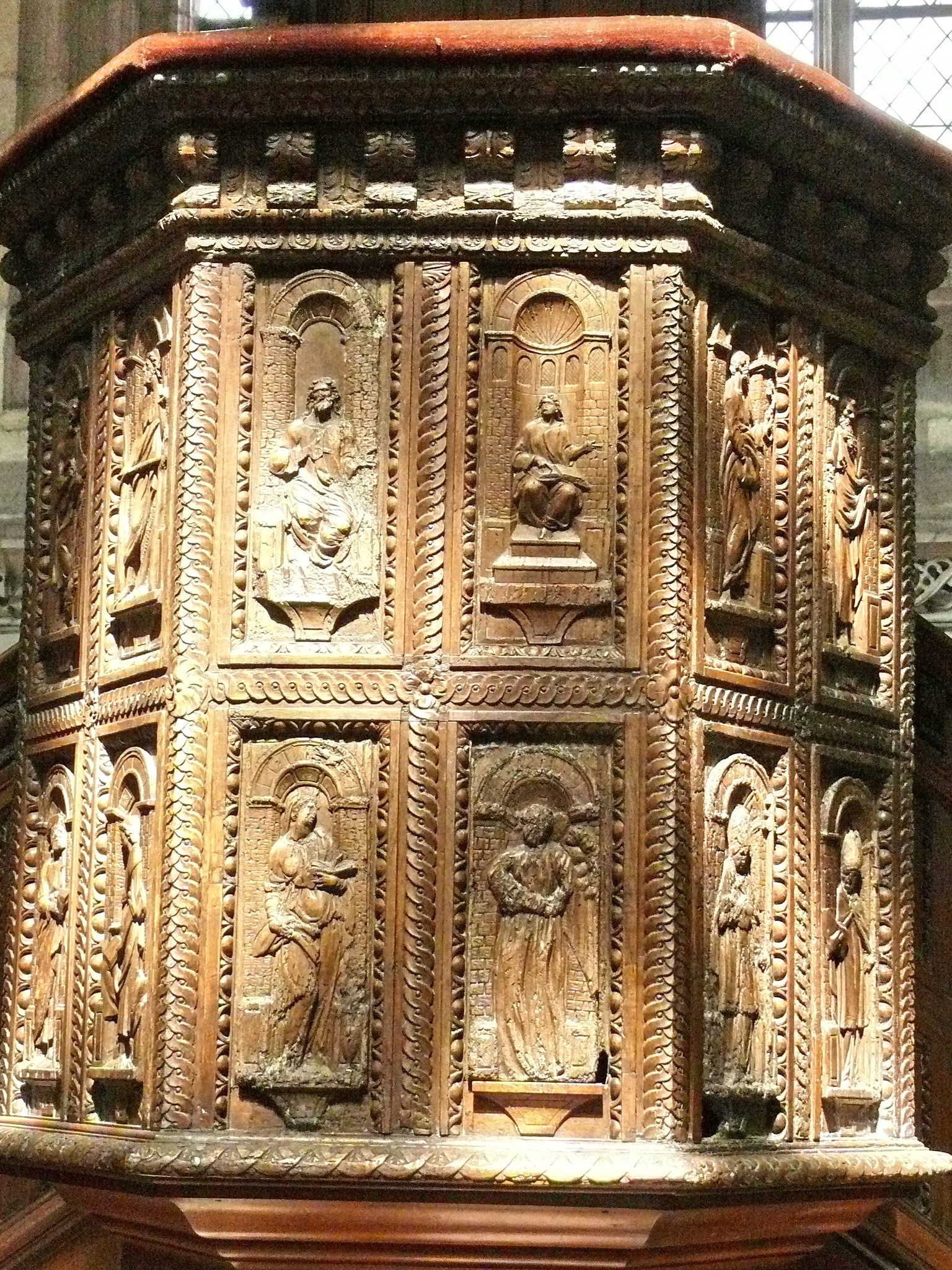
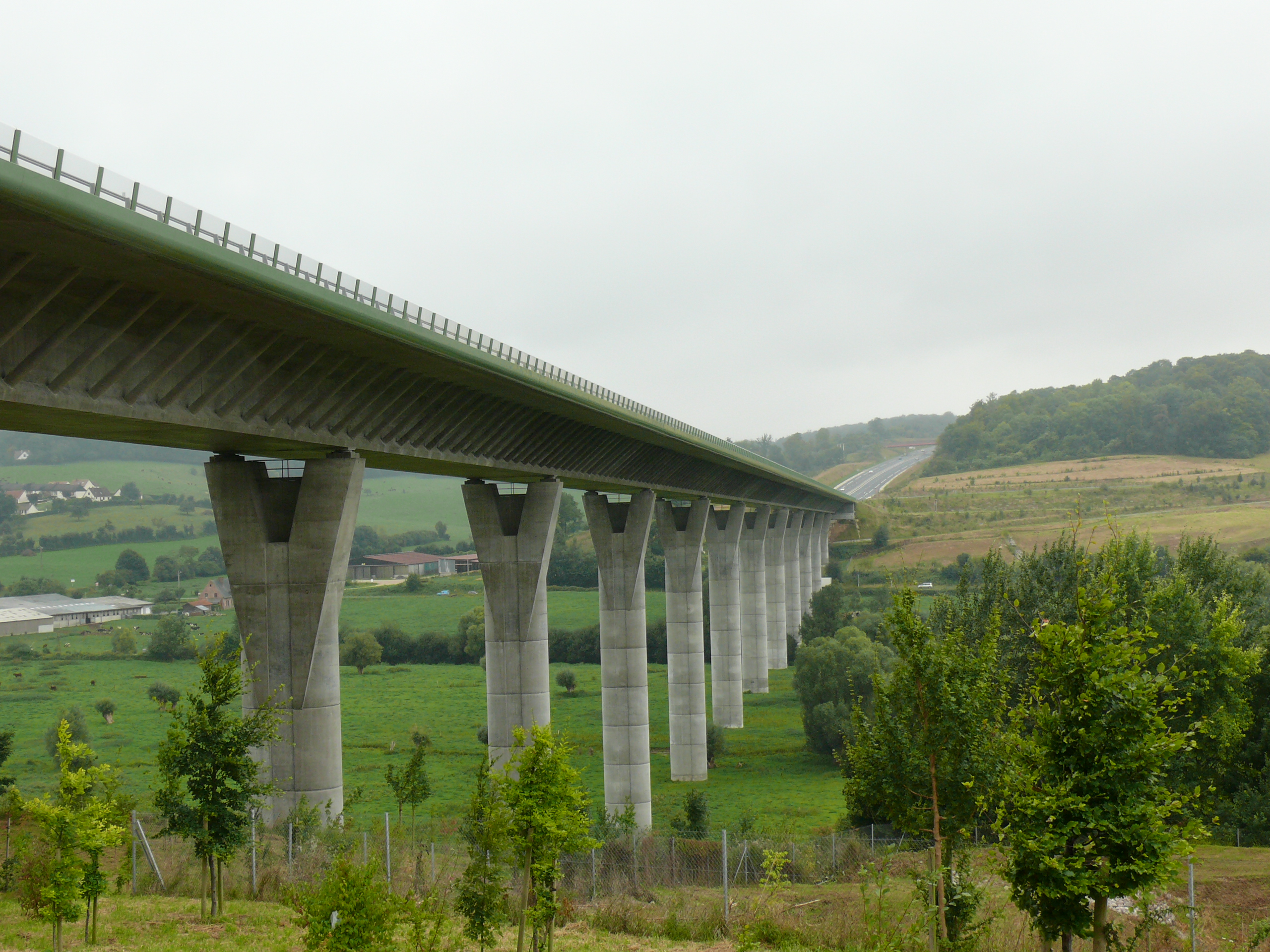